# Никола Љ. Христић
Никола Христић (1884–1945) био је српски официр.

## Биографија
Никола Христић је син коњичког пуковника Љубомира Христића и Елизабет Христић, девојачко О`Брајен и унук Николе Христића. Са Анђелијом Гвоздић, кћерком Светозара Гвоздића, државног саветника и министра имао је сина Љубомира.
Он је завршио Нижу војну школу на Војној академији у Београду, а потом Ратну школу у Торину. У Првом светском рату био је у чину капетана командант санитетског воза бр. 1 у Нишу, којим је превезен велики број рањених и болесних војника. После тога, био је и војни изасланик у Италији затим начелник Генералштаба Тимочке дивизије, па начелник Штаба команде III армијске области у Скопљу, наставник на Вишој школи за официре у Београду, ађутант краља Александра, командант Прве коњичке дивизије и први ађутант краља Петра II. Пензионисан је 1940. у чину дивизијског генерала.

## Каријера у генералском чину
- Од 24. фебруара 1927. начелник Сектора за статистику, Одељења за операције, Генералштаба;
- од 4. марта 1927. командант 11. пука;
- од 9. априла1928. начелник Штаба 3. армијске области;
- од 30. априла 1929. привремени шеф историјског одељења Генералштаба;
- од 22. априла 1931. привремени командант 2. коњичке дивизије;
- од 9. октобра 1931. краљев ађутант;
- од 23. октобра 1931. привремени командант Дунавске дивизије;
- од 21. октобра 1933. привремени командант 1. коњичке дивизије;
- од 21. октобра 1933. до 1936. краљев ађутант;
- од 17. децембра 1933. до 6. септембра 1936. командант 1. коњичке дивизије;
- од 1939. до 16. октобра 1940. први краљев ађутант;
- 16. октобра 1940. пензионисан;
- 1941-1942. ратни заробљеник у Немачкој;
- 1942. ослобођен.[3]